# 臺北市立中崙高級中學

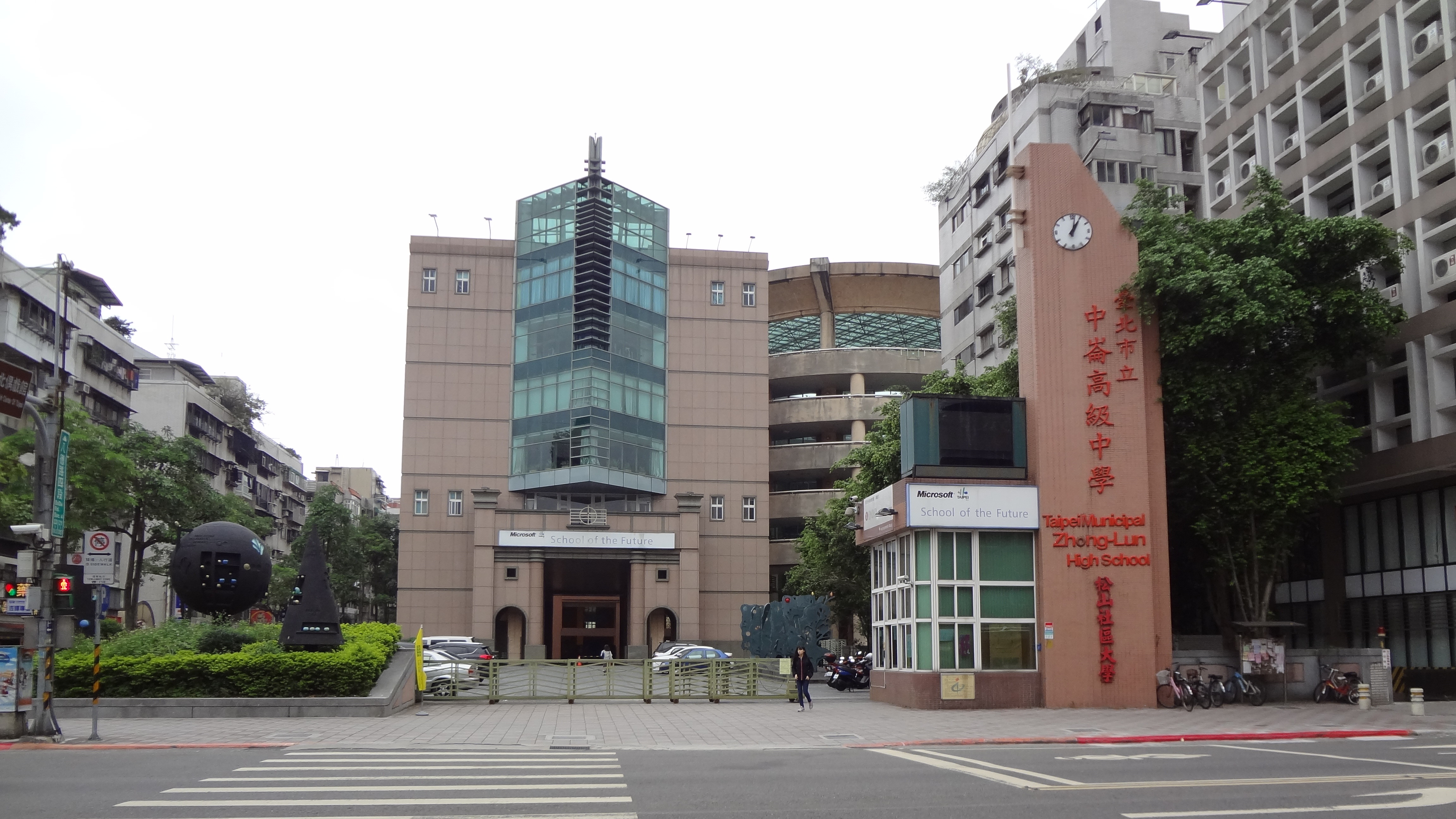
中崙高中校門及其校舍

臺北市立中崙高級中學（英語：Taipei Municipal Zhong-Lun High School，縮寫ZLSH），位於臺北市松山區，鄰近捷運南京三民站、松山文創園區、臺北機廠等地。本校是一所市立完全中學，為台北市社區高中之一，與南湖高中、育成高中同於西元2002年成立，也是松山社區大學校本部的所在地。

## 校史
中崙高中原為臺北市公車處公車修護場，於1973年定為中崙國中預定地，1998年7月改制為完全中學，與南湖高中、育成高中同於西元2002年成立。2005年，成為臺北市教育局與臺灣微軟合作的全球第一所「未來學校」。
校名中崙之「崙」字，臺灣台語意為獨立山丘。清初南京東路一帶，綿亙著一條小山丘，因為正處大加蚋平原東方正中央，故名中崙。
松山社區大學在2003年2月創校初期原於臺北市立西松高級中學設立，後考量交通位置與校務發展，將校本部遷移至臺北市中崙高級中學迄今。

## 歷屆校長
| 任別  | 任職時間             | 姓名   | 備註                                                                   |
| ----- | -------------------- | ------ | ---------------------------------------------------------------------- |
| 籌備  | 1997年8月－2001年7月 | 謝應裕 | 市立南湖高中校長（2005年8月－2012年7月）                               |
| 籌備  | 2001年8月－2002年7月 | 蘇明宗 |                                                                        |
| 第1任 | 2002年8月－2004年7月 | 蘇明宗 | 第1屆學生91學年度入學                                                  |
| 第2任 | 2004年8月－2011年7月 | 潘正安 |                                                                        |
| 第3任 | 2011年8月－2014年7月 | 謝念慈 | 市立大理高中校長（2005年8月－2011年7月）；主要提倡多元學習以及英語教育 |
| 第4任 | 2014年8月－2020年7月 | 孫明峯 | 市立民生國中校長（2010年8月－2014年7月）                               |
| 第5任 | 2020年8月－2024年7月 | 劉晶晶 | 市立成功高中教務主任升任，卸任後轉任市立成功高中校長                   |
| 第6任 | 2024年8月-           | 吳銘祥 | 市立北一女中校長祕書升任                                               |

### 行政組織架構
核定總班級數51班，教師預算員額數142人，下設校長室、教務處、學生事務處、總務處、輔導室、圖書館、國教中心、教官室、人事室、會計室、國中部，共計3處5室1館1中心1部。

## 學校特色

### 制服
高中部男女制服上衣皆為白色襯衫，男制服褲為深灰色長褲，灰紅相間的女制服裙則是該校的特色之一；國中部男女制服上衣與高中部相同，不同之處是國中男制服褲為深藍色長褲，國中女制服裙為藍紅相間。
高中部運動服上衣和外套的衣領、衣袖為暗紅色調，其他部分為白色，運動褲以深灰色搭配紅色線條；國中部運動服上衣衣領、衣袖為黑黃相間，其他部分為淺綠色，運動服外套及長褲則為黑色搭配橘黃色線條。

### 建築與設施
校舍建築屬於羅馬建築風格，正對大門的C棟(誠正樓)為了挑高而沒有2樓，3樓以上有與建築本體夾45度角、從正門可看見的突出長方體的船型造型玻璃建築。
中崙高中在各臺北市市立高級中學中佔地面積較為狹小，校舍分成五棟，不計屋頂最高樓層為7樓，其中A棟(自律樓)、B棟(卓越樓)為教學區域及松山社大辦公室，C棟(誠正樓)、D棟(創新樓)為教師辦公室、圖書館、合作社、藝能科教室等處室，E棟(活動中心)為體育大樓，內含室內籃球場、游泳池、室內綜合球場、空手道教室等運動場。
地下室有學生餐廳、國際會議廳、家政教室、桌球室、童軍教室、生活科技教室等教室，且地下室附有能停放347輛小型車的公共停車場，一般民眾能付費使用但與教學區域不連接。
另外校內有操場、圓心廣場、藝術庭園廣場等開放空間，且共有兩座出入口，其中正門口位於八德路四段，側門位於吉祥路。

## 外部連結
- 官方网站